# Gregor Gysi
Gregor Florian Gysi (IPA: [ˈɡʁeːɡoɐ ˈɡiːzi]) (Berlino, 16 gennaio 1948) è un avvocato e politico tedesco, una delle figure di punta del partito Die Linke.
Ha svolto un ruolo centrale durante le fasi finali della Germania Est, nel 1989. Il padre Klaus Gysi fu ministro della cultura della Repubblica Democratica Tedesca fra il 1966 e il 1973.

## Biografia
La carriera politica di Gysi iniziò nel Partito Socialista Unificato di Germania (SED, in tedesco Sozialistische Einheitspartei Deutschlands) della Germania Est, al quale fu ammesso nel 1967. Nel 1971 ottenne la licenza di avvocato, e durante gli anni '70 e '80 difese molti dissidenti, fra cui Rudolf Bahro, Robert Havemann, Ulrike Poppe e Bärbel Bohley.
Emerse come uno dei leader della SED più ispirati dalle riforme di Gorbačëv. Si considerava un riformista e guidò la SED nella trasformazione in un partito socialista democratico. Dopo la caduta del Muro di Berlino, il partito cambiò infatti nome in Partito Socialista Unitario-Partito del Socialismo Democratico (SED-PDS), poi semplicemente Partito del Socialismo Democratico (Partei des Demokratischen Sozialismus). Gysi fu presidente del partito a partire dal 1990 fino al 1998, quando fu eletto al Bundestag, dove rimase fino al 2000. Dal 1998 al 2000 ricoprì la carica di capogruppo.
Nel 1998 il comitato per le immunità del Bundestag concluse che Gysi era stato un collaboratore della Stasi fra il 1978 e il 1989 con il nome di IM Notar, e gli affibiò una multa di 8000 marchi. Comunque, sia il Partito Liberale (Freie Demokratische Partei) sia il suo partito contestarono il verdetto e Gysi si appellò contro le prove. Nonostante gli avvenimenti, Gysi mantenne il seggio al Bundestag.
Nel 2000 diventa assessore a Berlino. Ha guidato la PDS alle elezioni politiche del maggio 2005 in alleanza con la WASG nel cartello Die Linkspartei.
Il 7 giugno 2015, al congresso della Linke, ha annunciato di non ricandidarsi alla guida del partito. Nel suo discorso in cui annunciava che si sarebbe fatto da parte e che avrebbe lasciato spazio alle nuove generazioni, ha invitato i suoi compagni di partito a modificare il proprio legame con la tradizione a cui la Linke si sente maggiormente legata, quella della vecchia DDR.
(G. Gysi)
Dal 17 dicembre 2016 diventa presidente del Partito della Sinistra Europea.